# Бален, Хендрик ван
Хендрик ван Бален (Старший) (нидерл. Hendrik van Balen; ок. 1575, Антверпен — 17 июля 1632, Антверпен) — южнонидерландский (фламандский) живописец, романист. Мастер алтарных картин и малых, так называемых «кабинетных», витражей.

## Биография
Хендрик ван Бален родился в обеспеченной семье торговца-бакалейщика и поэтому получил хорошее начальное образование, включая знание иностранных языков. Учился живописи у Адама ван Ноорта и, возможно, у Мартина де Воса. В возрасте семнадцати лет, в 1592 году, он был принят в качестве мастера в Гильдию Святого Луки в Антверпене. В 1608 и 1609 годах был вторым деканом этой гильдии, а в 1609 и 1610 годах — первым деканом.
В 1592 году отправился в Италию и до 1605 года жил и работал в Риме и Венеции. Вероятно, в Италии познакомился с немецким художником-романистом Гансом Роттенхаммером. В их произведениях историки искусства находят много общего. По возвращении в Антверпен входил в «Братство романистов» (Broederschap van Romanisten). В 1613 году ван Бален стал деканом братства.
В 1613 году художник отправился в северные Нидерланды вместе с Яном Брейгелем Старшим и Питером Паулем Рубенсом. Здесь они познакомились с Хендриком Гольциусом и другими художниками Харлемской академии художеств.
В 1605 году Хендрик ван Бален женился на Маргарет Брирс. У ван Баленов было одиннадцать детей, в историю вошли художники  Ян ван Бален (1611—1654), Каспар ван Бален (1615—1641) и Хендрик ван Бален Младший (1623—1661). Дочь Ван Балена в конечном итоге вышла замуж за художника Теодора ван Тюльдена.
Хендрик ван Бален многие картины писал в сотрудничестве с другими художниками, в частности с Йоосом де Момпером, Яном Брейгелем Старшим или Питером Паулем Рубенсом. Антонис ван Дейк написал портрет своего учителя в период 1627—1630 годов, хранящийся сейчас в Музее Гетти в Лос-Анджелесе.
Ван Бален более тридцати лет руководил большой мастерской и имел много учеников. Он был учителем своего сына Яна ван Балена. В реестре Гильдии Святого Луки записано 26 учеников ван Балена, среди них были Антонис ван Дейк и Франс Снейдерс.
Хендрик ван Бален Старший скончался в возрасте пятидесяти пяти лет 17 июля 1632 года в Антверпене. Его захоронение находится в церкви Святого Иакова (Jakobskirche) в Антверпене.

## Галерея

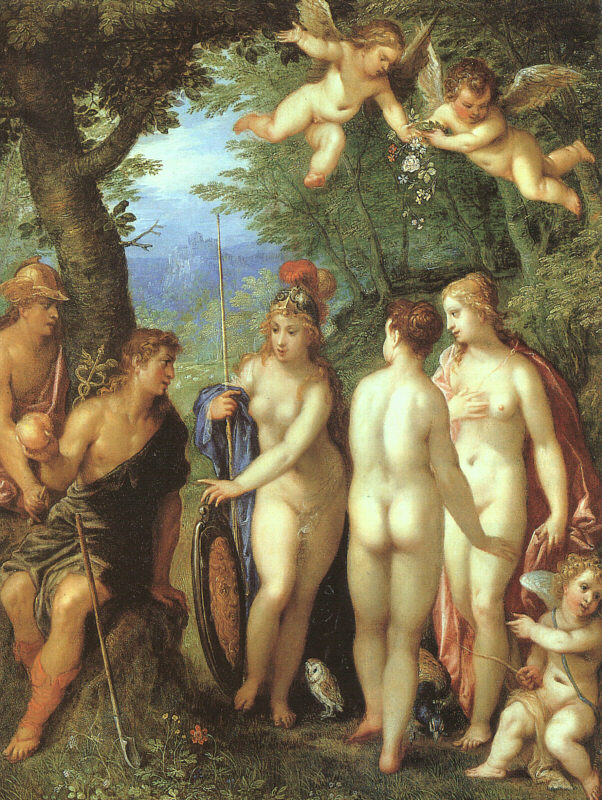
Суд Париса 1599. Холст, масло. Берлинская картинная галерея
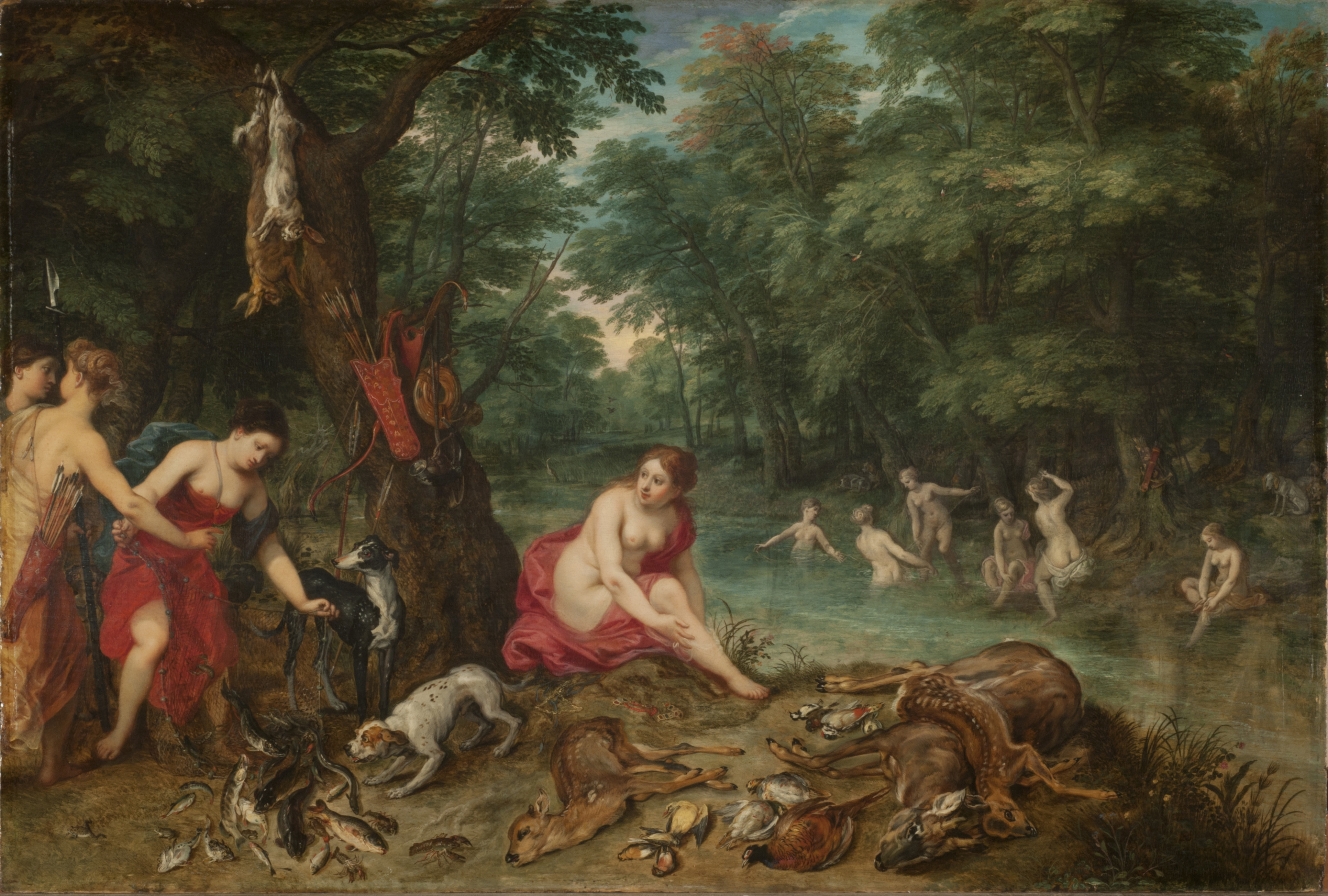
Купающиеся нимфы (в сотрудничестве с Яном Брейгелем Старшим). 1600-е гг. Дерево, масло. Национальный музей изящных искусств, Буэнос-Айрес
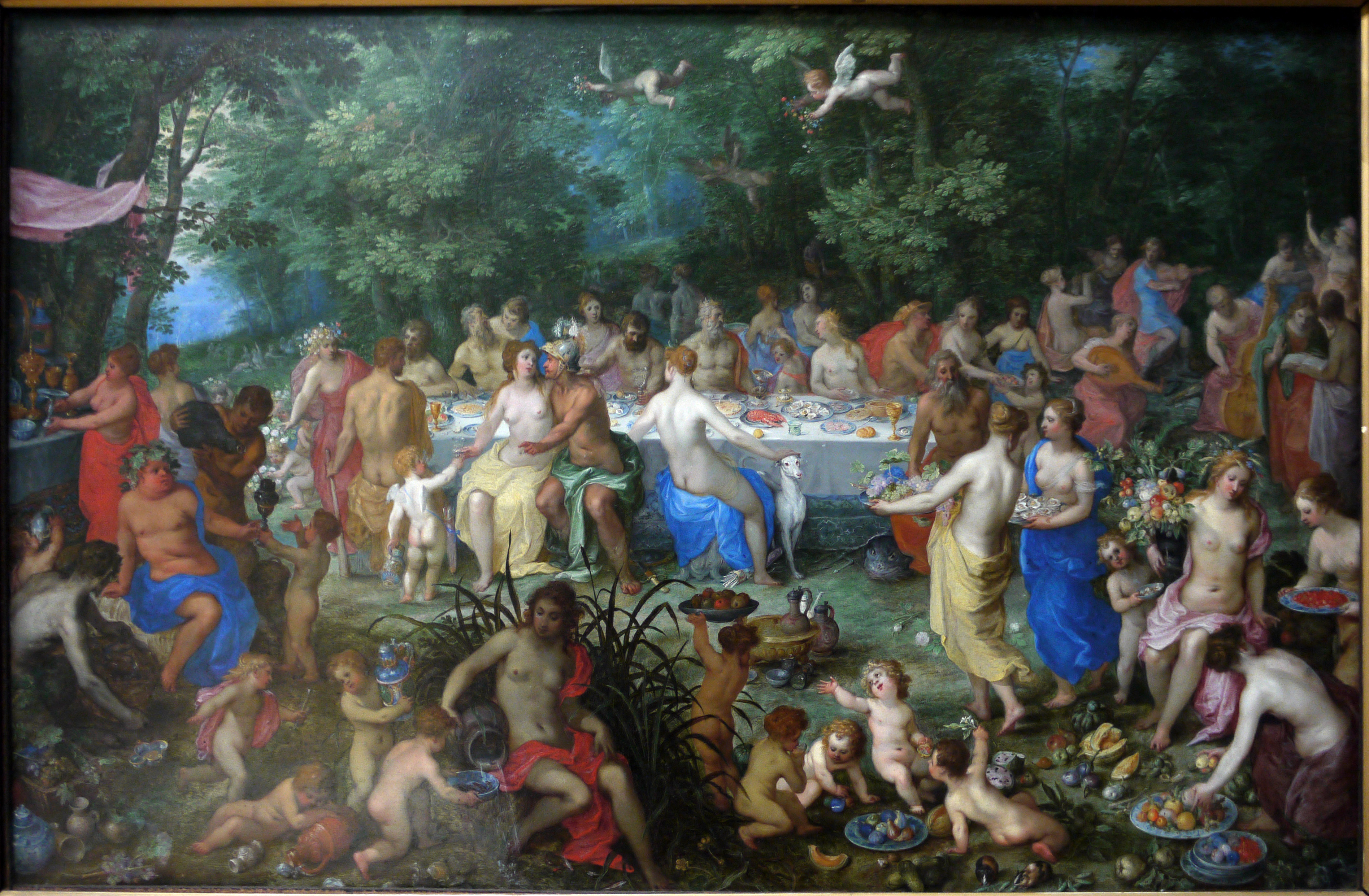
Свадьба Фетиды и Пелея (в сотрудничестве с Яном Брейгелем Старшим). 1618. Медь, масло. Лувр, Париж
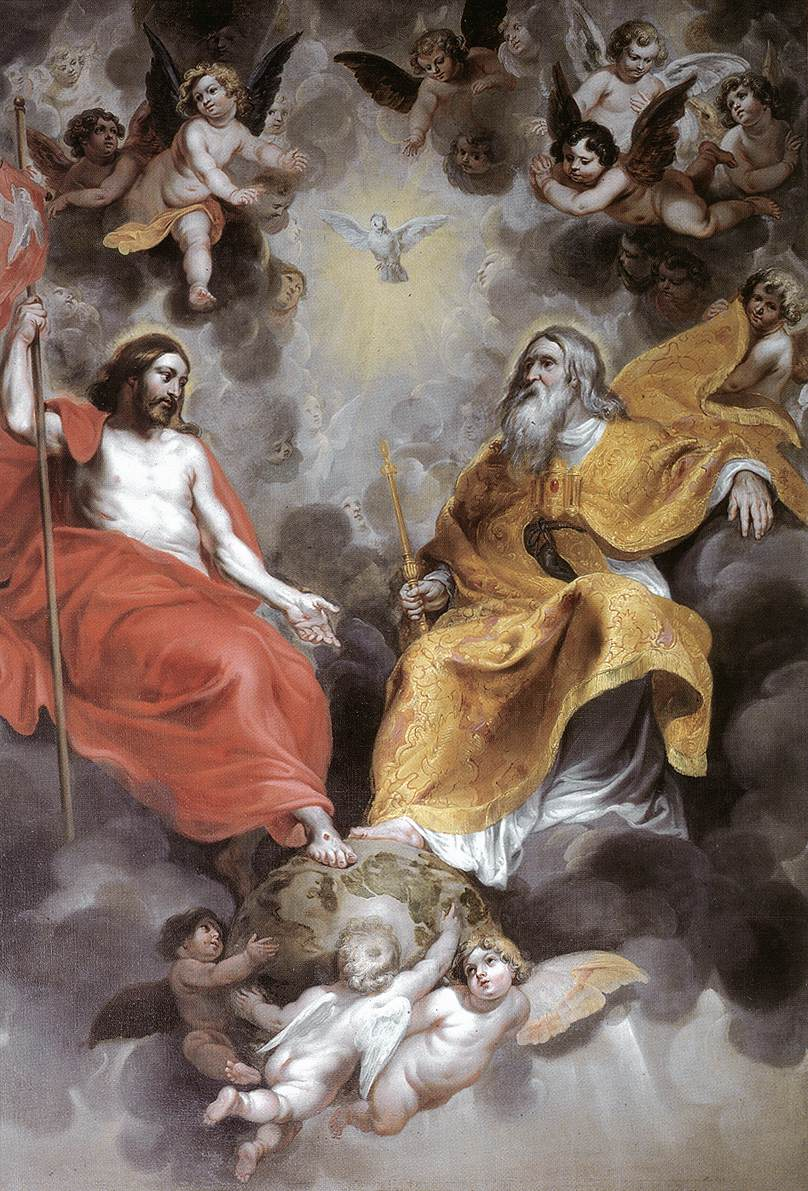
Пресвятая Троица. 1620-е гг. Дерево, масло. Церковь Святого Иакова, Антверпен
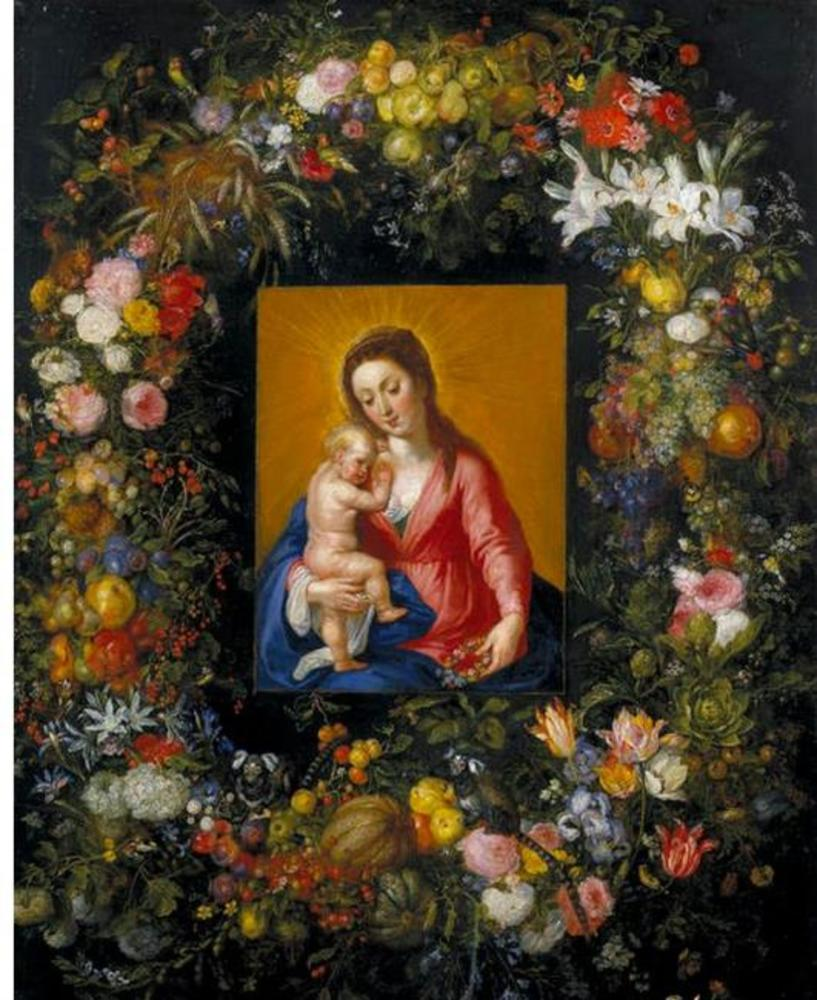
Мадонна с Младенцем (в сотрудничестве с Яном Брейгелем Старшим). Дерево, масло
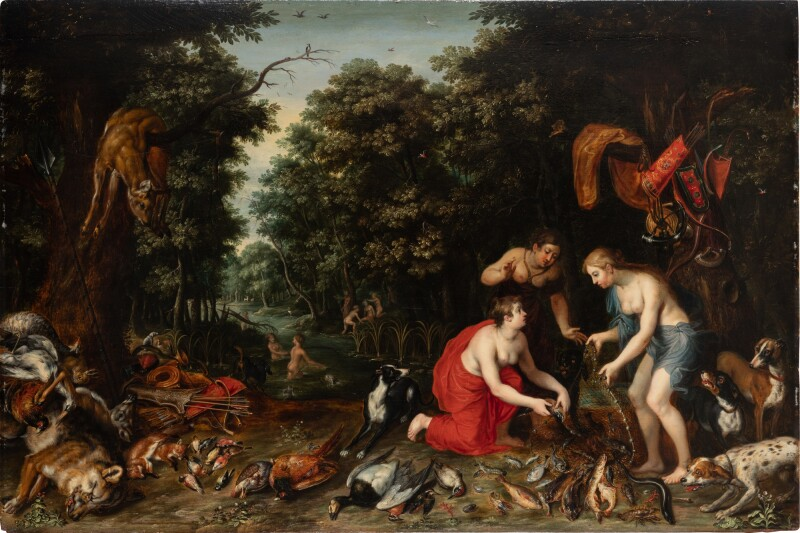
Диана и нимфы в лесном пейзаже (в сотрудничестве с Яном Брейгелем Старшим). Ок. 1621. Дерево, масло. Прадо, Мадрид